# Hełetynci
Hełetynci (ukr. Гелетинці) – wieś na Ukrainie, w obwodzie chmielnickim, w rejonie chmielnickim, w hromadzie Hwardijśke. W 2001 liczyła 890 mieszkańców, spośród których 874 wskazało jako ojczysty język ukraiński, a 16 rosyjski.